# Ilhas de Sotavento (Havai)

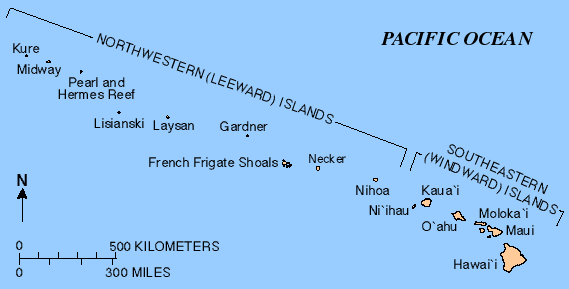
As ilhas de Sotavento fazem parte do Havai, estendendo-se a noroeste das ilhas maiores

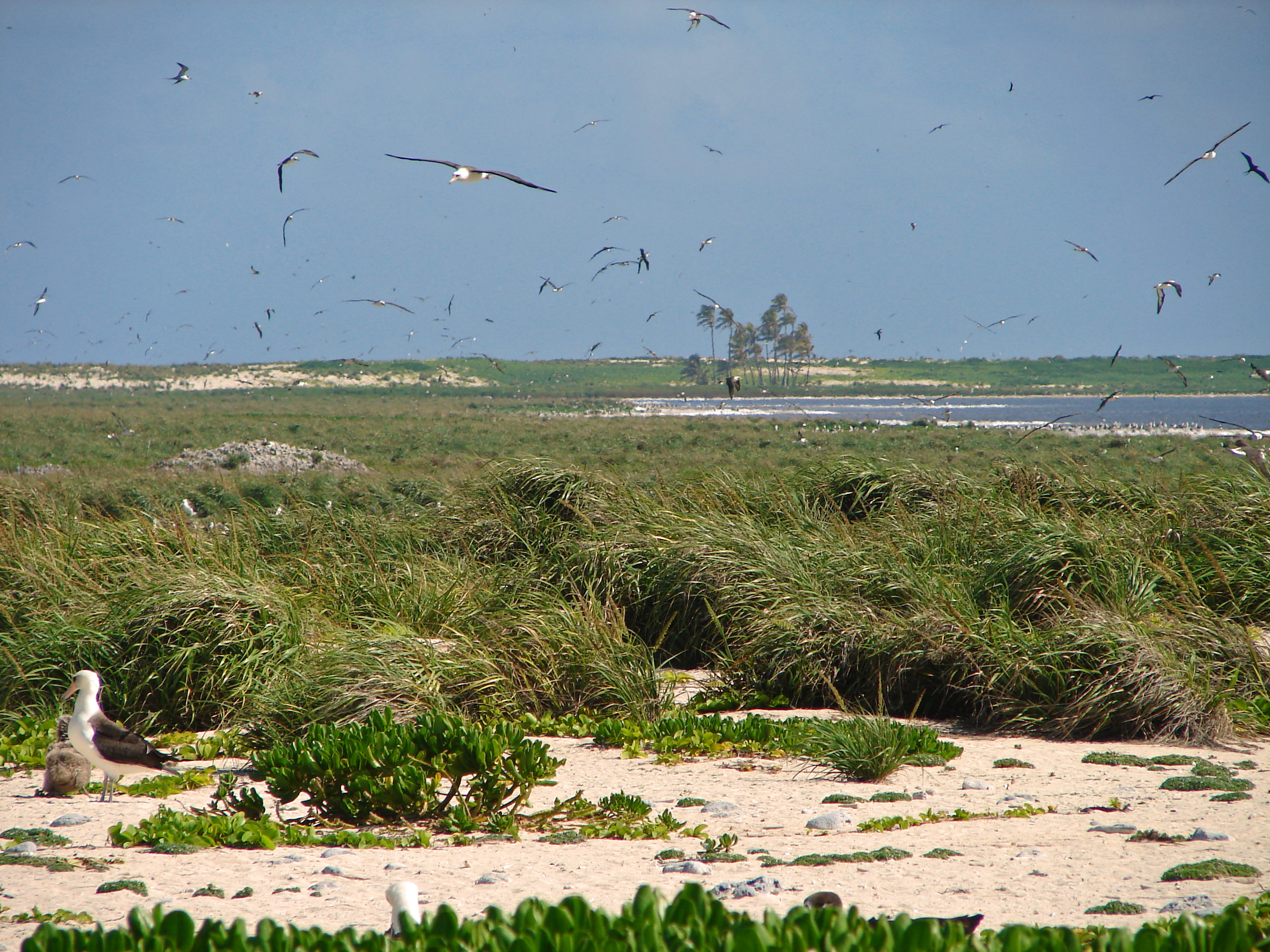
O interior de Laysan, mostrando o lago hipersalino.

As Ilhas de Sotavento do Havai (em inglês:  Northwestern Hawaiian Islands ou Leeward Islands) são as ilhas, atóis, recifes e bancos de areia do arquipélago havaiano localizadas a noroeste das ilhas de Kauai e Niihau.
As ilhas são desabitadas (exceto a guarnição militar em Midway) e administradas pelo estado norte-americano do Havai, com exceção do atol Midway, administrado diretamente pelo Fish and Wildlife Service do Departamento do Interior dos Estados Unidos. A área das ilhas de Sotavento é de 8,04 km2.

## Ilhas
As ilhas de Sotavento do Havai, de este a oeste e com o nome havaiano entre parêntesis, são as seguintes:
| Mapa | Imagem aérea | Nome                  | Nome havaiano     | Área em ha | n.º de ilhas | População |
| ---- | ------------ | --------------------- | ----------------- | ---------- | ------------ | --------- |
|      |              | Nihoa                 | Nihoa (Moku Manu) | 070,0      | 01           | -         |
|      |              | Ilha Necker           | Mokumanamana      | 018,3      | 01           | -         |
|      |              | French Frigate Shoals | Kānemilohaʻi      | 024,9      | 13           | -         |
|      |              | Gardner Pinnacles     | Pūhāhonu          | 002,4      | 02           | -         |
|      |              | Recife Maro           | Nalukakala        | 000,4      | -            | -         |
|      |              | Laysan                | Kauō              | 411,4      | 01           | -         |
|      |              | Lisianski             | Papaʻāpoho        | 155,6      | 01           | -         |
|      |              | Pearl e Hermes        | Holoikauaua       | 036,0      | 06           | -         |
|      |              | Atol Midway           | Pihemanu          | 623,0      | 03           | 40 1)     |
|      |              | Atol Kure             | Mokupāpapa        | 086,2      | 02           | -         |

1) Só cientistas

As ilhas de Sotavento foram formadas no mesmo ponto quente vulcânico que formou as Ilhas de Barlavento ou as ilhas maiores do Havai. À medida que a placa do Pacífico se movia para norte e noroeste sobre o ponto quente da crosta terrestre, erupções vulcânicas formaram as ilhas. As terras isoladas foram sendo gradualmente corroídas e afundaram-se, convertendo-se em ilhotas, atóis, recifes ou bancos de areia.

## História
Nas ilhas mais próximas às principais ilhas de Barlavento, a Necker e Nihoa, há alguns sinais de presença polinésia, mas acredita-se que não existia população permanente em nenhuma das ilhas. Os nomes havaianos tradicionais são Mokuakamohoali'i, Hanakaieie, Hanakeaumoe e Ununui, mas não foi identificado a que ilhas os nomes correspondem. Os outros nomes havaianos são modernos.
Apesar do seu isolamento, a presença humana teve um grande impacto. Durante os primeiros anos do século XX, centenas de milhares de aves foram mortas para abastecer o mercado de chapéus de penas. Em Laysan, depósitos de guano foram explorados, e Midway foi ocupada por milhares de soldados que mantiveram batalhas decisivas na Segunda Guerra Mundial, como a Batalha de Midway.
Em 1909, o presidente Theodore Roosevelt declarou a maioria das ilhas como reserva natural para proteger as aves. Em 2000, o presidente Bill Clinton criou a reserva da Reserva Ecossistémica de Recifes de Coral do noroeste do Havaí para preservar os recifes de corais. Atualmente, há uma proposta para estender a reserva de forma a cobrir também o mar.
Atualmente existem bases permanentes de pesquisadores científicos em Midway, French Frigate Shoals e Laysan. A visita das ilhas não é permitida, exceto para trabalhos científicos e de conservação. A proteção das ilhas é feita por três instituições: os Serviços de Pesca e Vida Selvagem (do Departamento do Interior), a Administração Oceânica e Atmosférica Nacional (do Departamento de Comércio) e o Departmento de Recursos Terrestres e Naturais (do Estado do Havai).

## Natureza
Laysan tem o mais diverso ecossistema das ilhas, e abriga cerca de dois milhões de aves de 17 espécies.